# ラ・ロック＝サント＝マルグリット
ラ・ロック＝サント＝マルグリット （La Roque-Sainte-Marguerite）は、フランス、オクシタニー地域圏、アヴェロン県のコミューン。かつてのルエルグ州の一部である。

## 経済

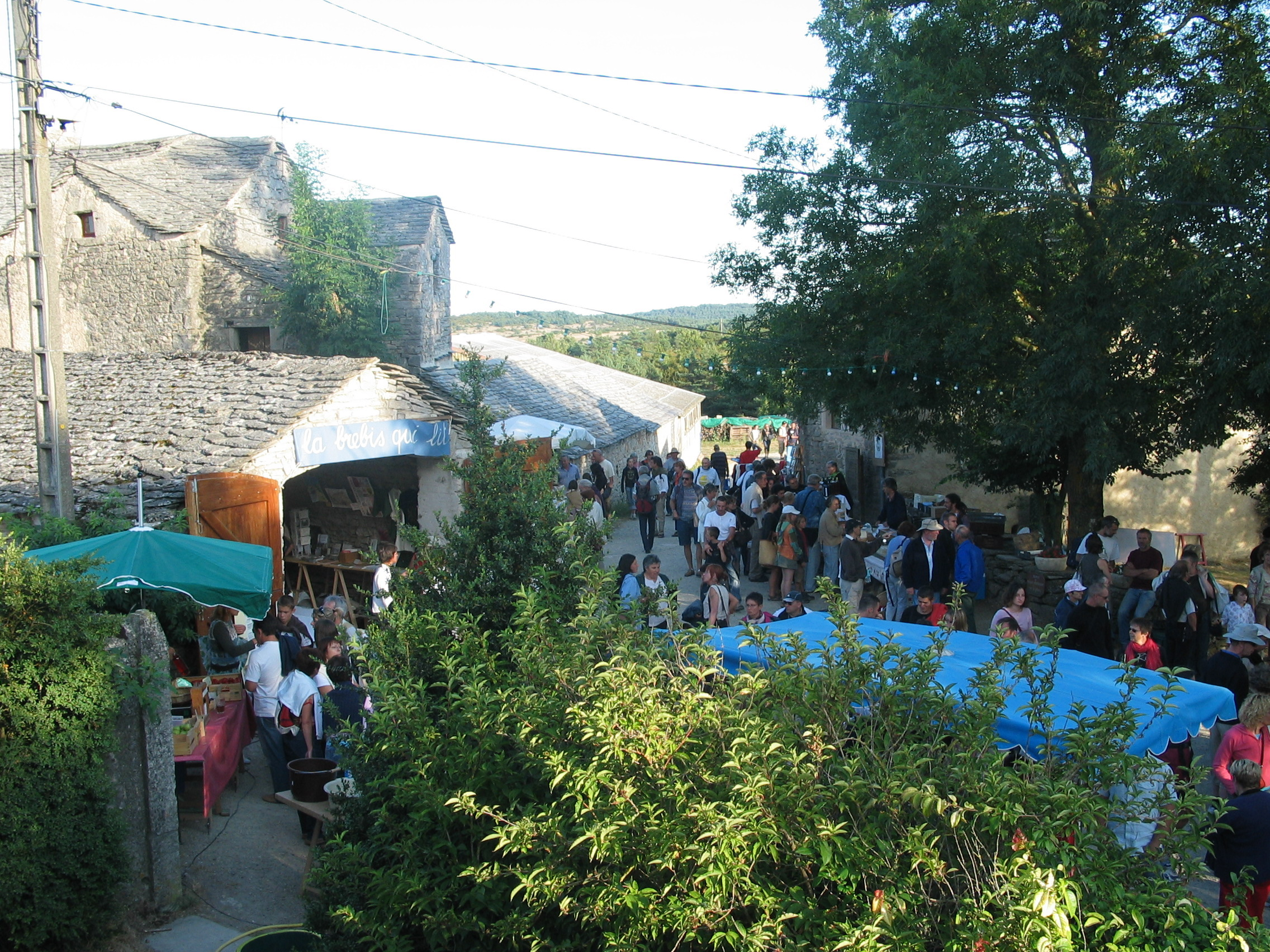
モントルドンの市場

コミューンの経済は、ロックフォール、ペライユ（fr）、トムチーズの生産を目的とした乳製品生産用のヒツジの飼育、食肉用の子牛や子羊の飼育といった広範囲にわたる伝統的な農業に基づいている。
園芸、養蜂、薪の生産、農村観光の分野へと多様化が進んでいる。
コミューンおよび近隣コミューンの農民たちは、転売者に対し禁止されているモントルドン集落の市場で、加工品の有無にかかわらず農産物を販売している。

## 人口統計
2016年時点のコミューン人口は185人で、2011年時点の人口より5.13%減少した。
| 1962年 | 1968年 | 1975年 | 1982年 | 1990年 | 1999年 | 2009年 | 2016年 |
| ------ | ------ | ------ | ------ | ------ | ------ | ------ | ------ |
| 211    | 142    | 158    | 145    | 144    | 172    | 199    | 185    |

参照元:1962年から1999年までは複数コミューンに住所登録をする者の重複分を除いたもの。それ以降は当該コミューンの人口統計によるもの。1999年までEHESS/Cassini、2006年以降INSEE

## 史跡

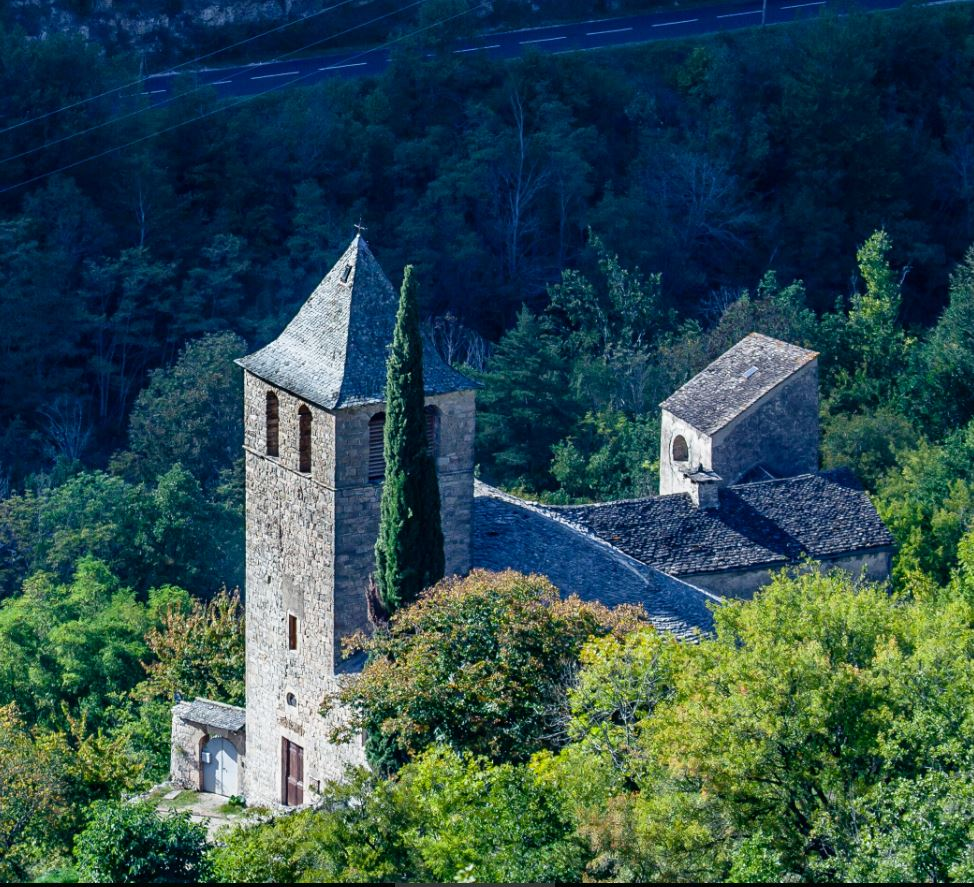
ノートル・ダム・デ・トレイユ教会

- ノートル・ダム・デ・トレイユ教会 - 11世紀ロマネスク建築。歴史的記念物[5]

モンペリエ・ル・ヴューの岩石原
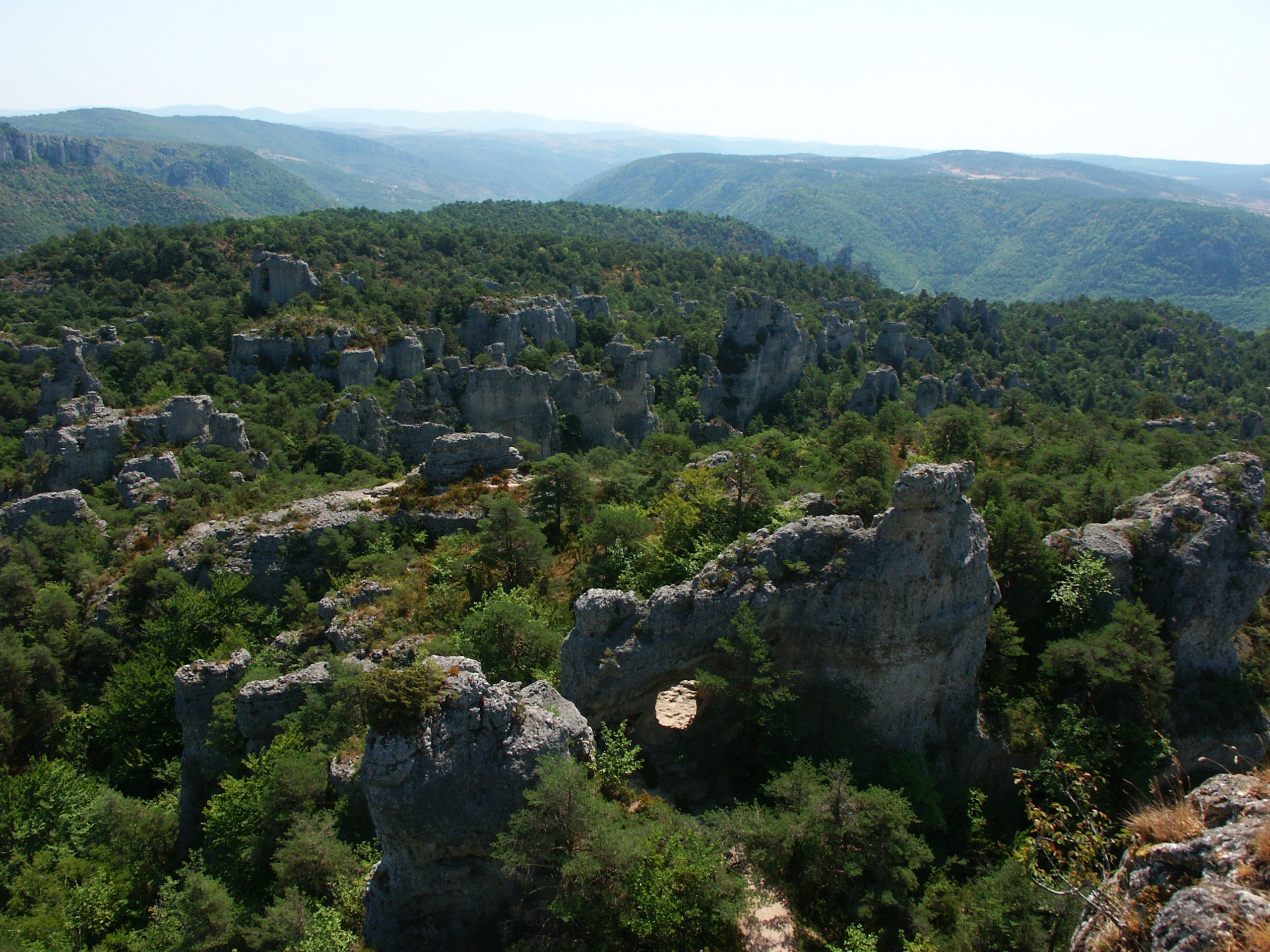
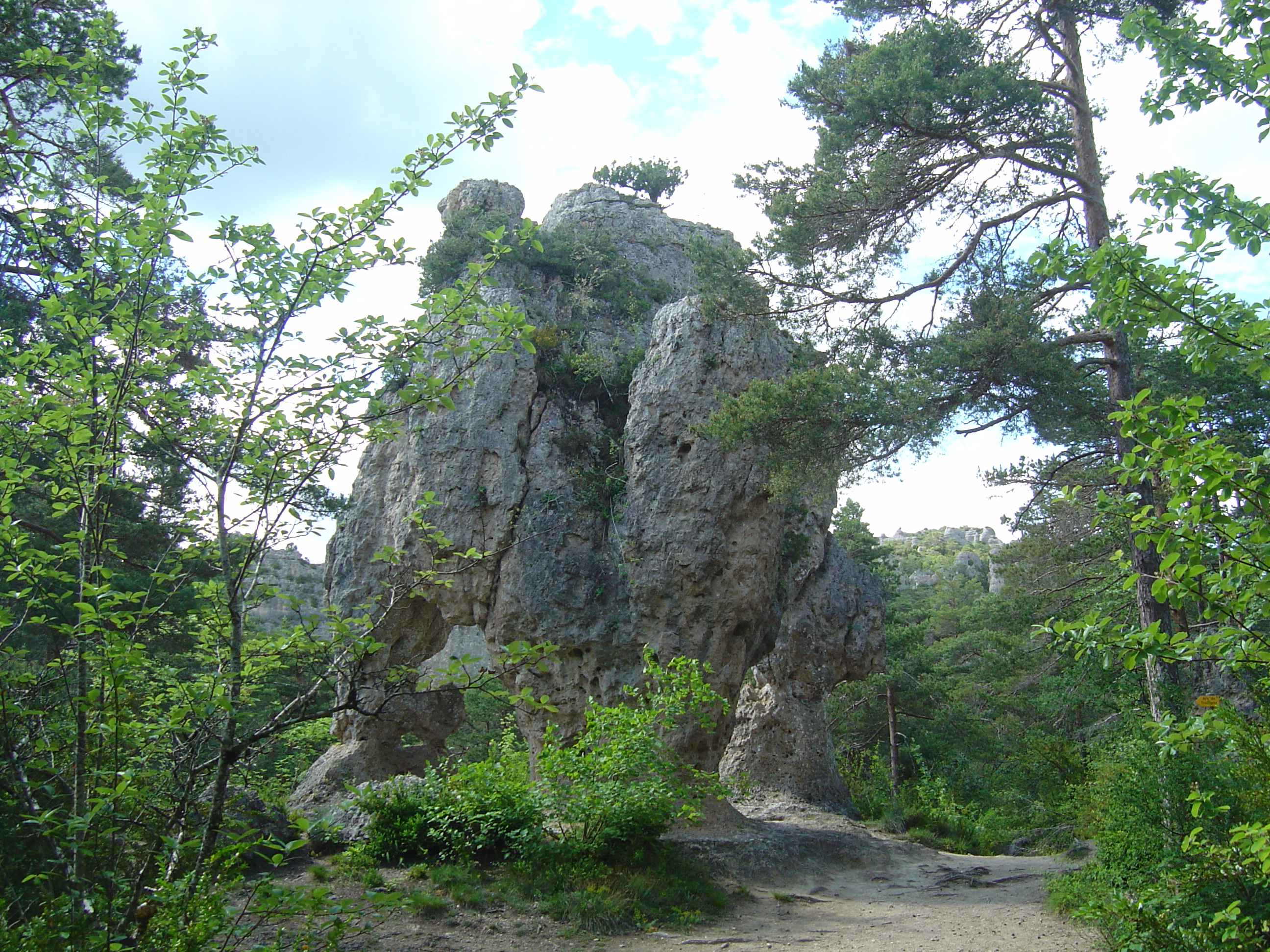
凱旋門
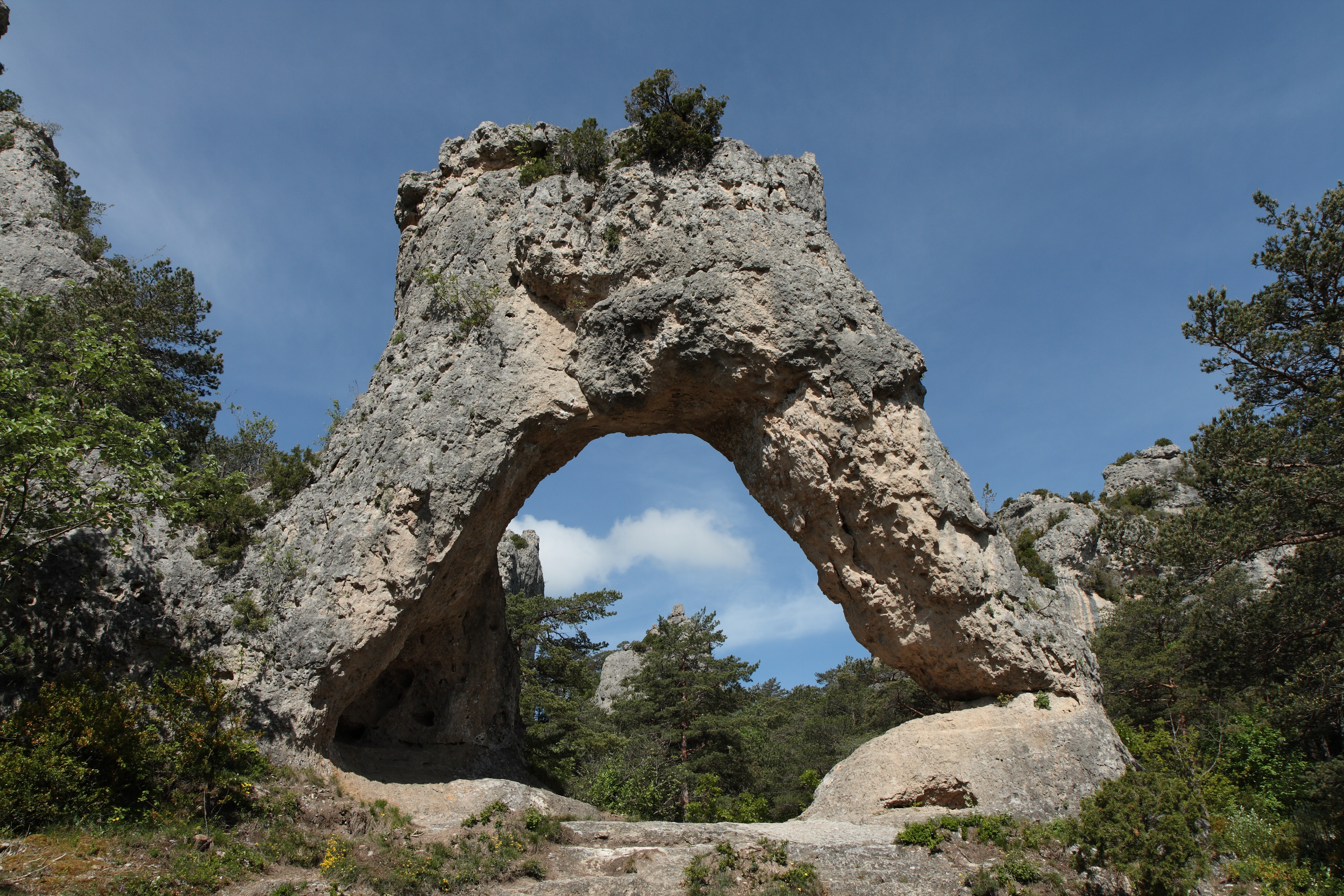
ミセーヌ門
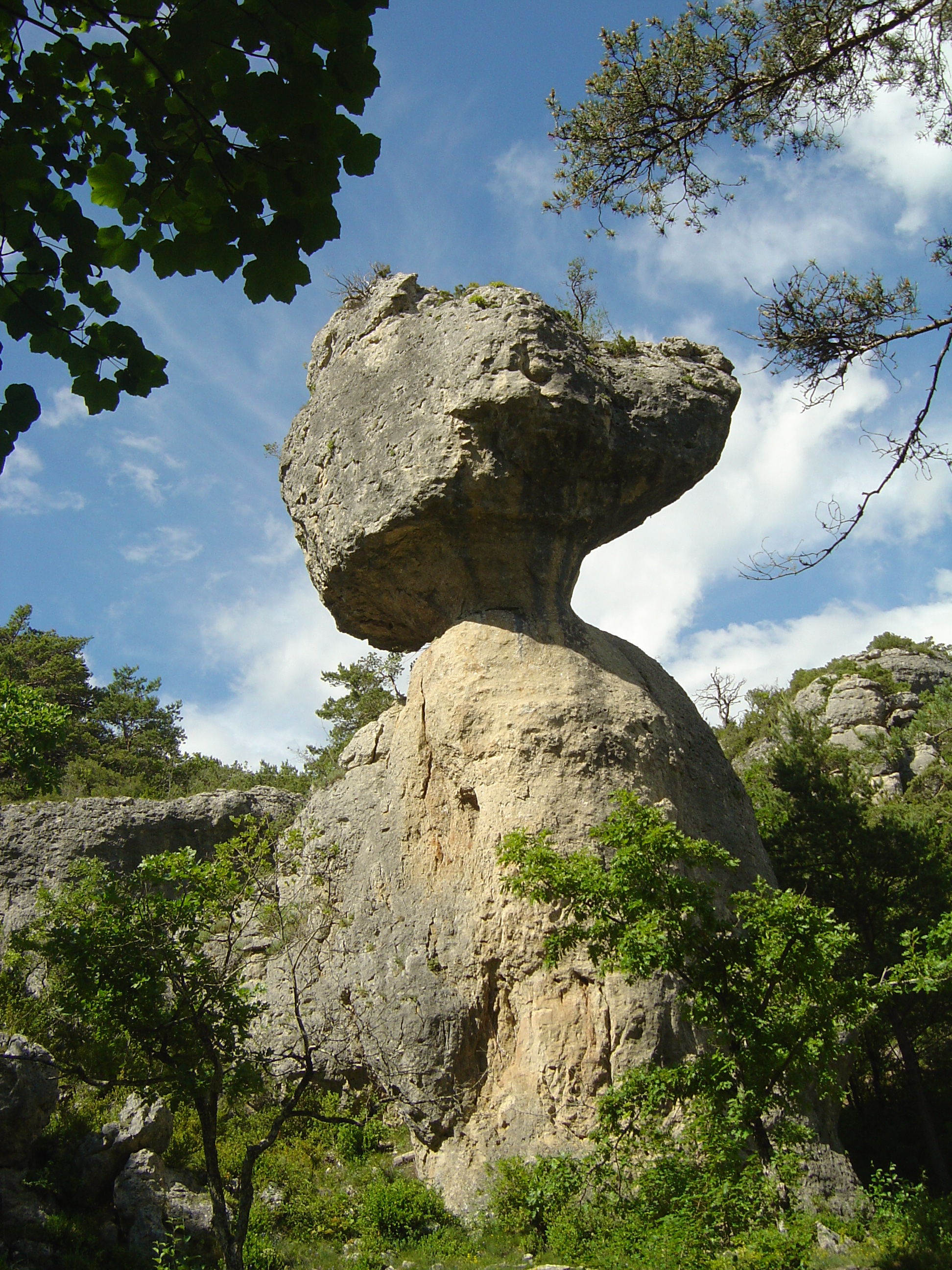
モンペリエ・ル・ヴューの岩石原

- モンペリエ・ル・ヴューの岩石原
- 凱旋門
- ミセーヌ門
- カンパロリエ岩

### サン＝ヴェラン集落
岩にしがみついているサン＝ヴェラン集落は、モンカルム家発祥の地である。1425年当時、レーモン・ド・モンカルムはアルマニャック伯ジャン4世の元・外科医および理髪師で、サン＝ヴェランの地の封建的な習慣に従ってアルマニャック伯に忠誠を示したため、城の半分はモンカルム家に分割された。残りの半分をルイ3世・ド・モンカルムが購入して完全な持ち主となったのは1661年である。一族はフランス革命までこの封土を守った。モンカルム侯爵ルイ＝ジョゼフ・ド・モンカルムは、1756年2月にカナダへ出発する直前にルイ15世によって北アメリカにおける王軍の最高司令官に任命され、これが最後の北アメリカ滞在となった。城が建設されたのは11世紀初めにさかのぼるが、今日では領主の住居部分と、円筒形のダンジョンの一部だけが残っている。
1470年、サン＝ヴェランの城が王家の供託下にあったとき、シャルル・ダルマニャック伯（fr）は約30人の武装した男たちからなる小さな部隊で城に入り王を驚かせた。1470年12月、錬金術を用いて贋金を鋳造したとアルマニャック伯は告発され、ロデーズ執事長であるギヨーム・ド・シュリーによって包囲された。翌月1月の初め、彼は庶子のジャンともども降伏することになった。シャルル・ダルマニャックはバスティーユ監獄に投獄され、ルイ11世が亡くなる1483年まで解放されなかった。